# Сингоне, Педро
Пе́дро Синго́не (исп. Pedro Zingone, родился в 1899 году в Монтевидео — дата смерти неизвестна) — уругвайский футболист, выступавший на позиции полузащитника. Олимпийский чемпион 1924 года в составе сборной Уругвая, чемпион Южной Америки 1923 и 1924 годов. На последнем турнире был игроком основного состава.

## Биография
О биографии Педро Сингоне известно мало. Он был полузащитником команды «Лито» (es:Centro Atlético Lito), довольно крепкого коллектива в любительскую эру уругвайских чемпионатов. Лито дал сборной Уругвая таких звёзд, как Хосе Насасси, Эктор Кастро и Педро Сеа. Полузащитником в этой команда с самого её образования в 1918 году был Педро Сингоне. В 1923—1924 годах Сингоне выступал за сборную Уругвая. Он провёл за неё четыре матча, но выиграл три крупных международных турнира. В 1923 году он был резервным игроком на победном чемпионате Южной Америки. Этот же статус он сохранил на Олимпиаде 1924 года в Париже.
По возвращении на родину в Уругвае было принято решение провести второй подряд чемпион Южной Америки вместо не соответствовавшего требованиям по инфраструктуре Парагвая. И на этом турнире Сингоне был игроком основного состава. Он провёл все три игры сборной, и даже отметился забитым голом в ворота сборной Чили.
Футбольный клуб «Лито» прекратил своё существование с введением профессионализма в 1932 году, а с 1929 года выступал во Втором дивизионе чемпионата Уругвая. О дальнейшей судьбе Педро Сингоне данных нет.

## Титулы
- Олимпийский чемпион (1): 1924
- Чемпион Южной Америки (2): 1923, 1924

## Статистика
| № | Дата             | Соперник  | Счёт | Голы Сингоне | Соревнование            |
| 1 | 30 сентября 1923 | Аргентина | 0:2  | —            | Товарищеский матч       |
| 1 | 19 октября 1924  | Чили      | 5:0  | 1            | Чемпионат Южной Америки |
| 2 | 26 октября 1924  | Парагвай  | 3:1  | —            | Чемпионат Южной Америки |
| 3 | 2 ноября 1924    | Аргентина | 0:0  | —            | Чемпионат Южной Америки |

Итого: 4 матча / 1 гол; 2 победы, 1 ничья, 1 поражение.